# Bạc Đầu

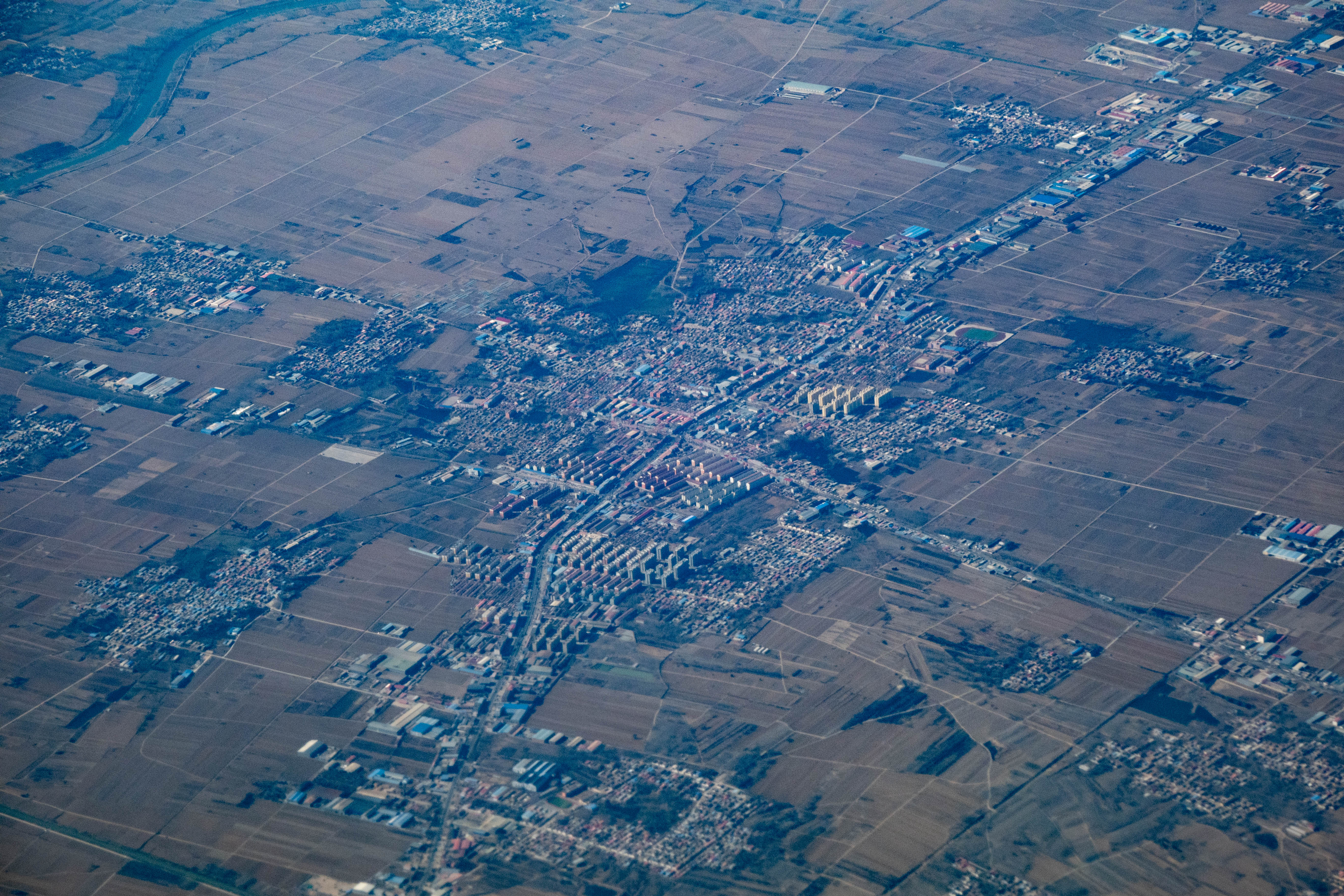
Bạch Đầu, Hà Bắc – quận cổ kính nơi miền Bắc Trung Quốc, hòa quyện giữa nhịp sống hiện đại và vẻ đẹp truyền thống Trung Hoa.

Bạc Đầu (chữ Hán giản thể: 泊头市, âm Hán Việt: Bạc Đầu thị) là một thành phố cấp huyện thuộc địa cấp thị Thương Châu, tỉnh Hà Bắc, Cộng hòa Nhân dân Trung Hoa. Thành phố có diện tích 964 ki-lô-mét vuông, dân số Bạc Đầu 548.085 (1999).. Mã số bưu chính của thành phố Bạc Đầu là 062150. Thành phố này có khí hậu ôn đới, nhiệt độ trung bình năm là 12,5℃，nhiệt độ trung bình tháng 1 là -4,5℃，tháng 7 là 26,7℃, độ cao trung binh 10-18,6 m.